# Каллімах (поет)
Каллімах (грец. Καλλίμαχος ὁ Κυρηναῖος Kallimachos ho Kyrenaios; близько 305 до н. е. — бл. 240 до н. е.), — давньогрецький поет, викладач, бібліограф і граматик. Найпослідовніше виразив теоретичні принципи александрійської поезії. Писав переважно гімни, елегії та епіграми.

## Біографія
Походив з міста Кирена в Північній Африці, з роду Баттіадів. Юнаком приїхав до Александрії, де був учителем, очолив місцевий гурток поетів, до якого, серед інших, входив Аполлоній Родоський та Арістофан Візантійський.
Звернув на себе увагу Птолемея II, був запрошений до двору і призначений на одну з високих посад в Александрійській бібліотеці. Каллімах працював у ній до самої смерті, більше 20 років і користуючись найповнішою книгозбірнею античності, написав понад 800 наукових творів. Каллімах здобув собі авторитет ученого працями на історичні і міфологічні теми. Його авторству належать ямби, епіграми, елегії, гімни, епілії (невеликі за обсягом епоси) тощо.

### Творчість
Каллімаха вважають творцем нового «олександрійського» напряму в поезії. З більшості його творів збереглись лише незначні уривки. Найважливіше значення мали його елегії, зокрема, їх збірка «Причини», що містила чотири книги цього невеликого жанру, який тут набув своєрідного розповідального характеру. Каллімах заперечував спроби продовжити і наслідувати традиції широкої героїчної поеми, вважаючи, що сучасній поезії треба йти новими шляхами малих форм. До міфів він звертався й у віршах. Однак його приваблювала у міфі не героїка, а лірика. В елегіях та епіграмах він зворушливо і разом з тим з гумором відображає любовні переживання богів і царів.
Унікальною була праця Каллімаха — «Таблиці тих, хто проявив себе у всіх галузях знання, і праць, що вони написали». Цей перший в історії письмовий каталог книг (який, на жаль, не зберігся) складався з 120 томів. У ньому були представлені основні твори грецької літератури і біографії їхніх авторів. Якщо автор був невідомим, Каллімах намагався довідатися його ім'я. Якщо не було назви — він її складав. Це була одна з перших бібліографічних праць, і тому Каллімаха називають батьком бібліографії.
Щоправда, це ще не бібліотечний каталог у сучасному розумінні цього слова, тому що «Таблиці» (Pinakes) не призначалися для користувачів і не були переліком усього фонду бібліотеки, але були скоріше першим зведенням усієї грецької літератури. Каллімах систематизував назви творів за науковими і літературними категоріями за арістотелівським зразком. Він розділяв літературу на прозу і поезію, виділяючи потім у поезії епіку, елегію, ямбографію, лірику, трагедію, комедію, а в прозі — історію, риторику, філософію, медицину і право.
У межах окремих родів автори перелічувалися за абеткою. Каллімах подавав короткі біографічні відомості про кожного автора, а потім наводив список його творів, також за абеткою, вказуючи перший рядок і загальне число рядків (віршів). Таким чином, «Таблиці» Каллімаха являли собою щось середнє між каталогом і біобібліографією, становлячи основу грецької історії літератури.
Каллімаху наслідували інші поети олександрійської школи, а також римські поети, такі як Проперцій.
Ім'я Каллімаха перебрав собі італійський гуманіст XV ст. Філіппо Буонаккорсі, чиї «Каллімахові поради» впливали на політику польських королів Казимира IV та Яна Ольбрахта.
На його честь названо астероїд.